# Bloedkoets
De bloedkoets of bloedkaros is de naam van een spookachtig rijtuig dat voorkomt in volksverhalen en als kinderschrik in de Vlaamse folklore.
Sagen van de bloedkoets zijn gesitueerd in en rond Antwerpen, Vlaams Brabant en Aalst. Naargelang de plaats en de tijd verschillen deze verhalen lichtjes. Maar meestal gaat het over een afgesloten zwarte koets die 's nachts door de stad rijdt. De koets ontvoert kinderen of de duivels die erin zitten bijten de kinderen hun tenen af.
De geschiedkundige Petrus van Nuffel (1871-1939) tekende het volgende verhaal op over de bloedkoets, dat zich in Aalst zou hebben afgespeeld:
Tijdens de Franse tijd reed in Aalst elke avond de bloedkoets rond. Het voertuig was naar alle kanten gesloten, maar het bloed sijpelde door de luiken. Weerszijds de koets liepen gemaskerde mannen die de kinderen die ze ontmoetten ontvoerden en doodden. Het bloed werd naar Parijs gestuurd voor de "grote republikein".
We kunnen de bloedkoets catalogiseren onder de verzameling kinderschrikken, griezelige figuren zoals de loekebeer, weerwolf of de korenpater. Deze kinderschrik werd verteld om er voor te zorgen dat de kinderen 's nachts niet te laat op straat liepen.